# Cinetorhynchus hawaiiensis
Cinetorhynchus hawaiiensis är en kräftdjursart som beskrevs av Okuno och J. P. Hoover 1998. Cinetorhynchus hawaiiensis ingår i släktet Cinetorhynchus och familjen Rhynchocinetidae. Inga underarter finns listade i Catalogue of Life.